# Testimonia ad Quirinum
Testimonia ad Quirinum è un'opera in tre libri scritta intorno al 247 (dopo l'Ad Donatum) da Tascio Cecilio Cipriano, Padre della Chiesa.
Si tratta di un florilegio biblico, accurato nella successione dei temi e nella ripartizione dei passi biblici selezionati:
- nel libro I l'autore vuole dimostrare le prevaricazioni dei giudei;
- nel libro II descrive la venuta di Cristo, figlio di Dio;
- nel libro III (probabilmente scritto dopo un certo tempo) sono stati raggruppati loci di carattere disciplinare e morale.

| Controllo di autorità | VIAF (EN) 179152138576110981580 · J9U (EN, HE) 987007383351305171 |